# Hugo Schiff (Rabbiner)

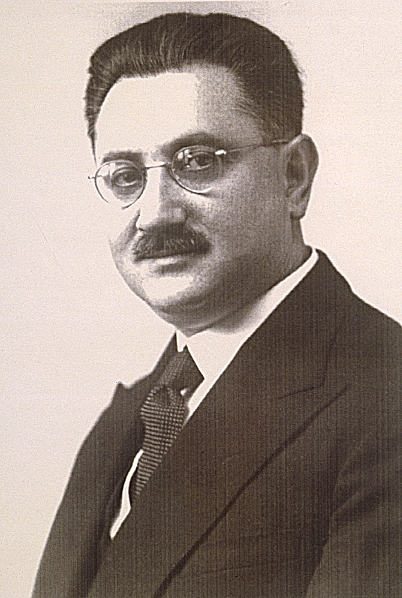
Rabbiner Dr. Hugo Schiff um 1940

Hugo Schiff (geboren am 28. November 1892 in Hoffenheim; gestorben am 4. Mai 1986 in Red Bank, New Jersey, USA) war ein liberaler deutscher Rabbiner, Lehrer und Literaturwissenschaftler.

## Leben
Hugo Schiff wuchs als Sohn des Kultusbeamten und Kantors Max Schiff und der Pauline, geborene Brader in Mannheim auf, wo er das Realgymnasium bis zur Reifeprüfung besuchte.
Ab 1911 studierte Hugo Schiff Philosophie und Neuphilologie an der Universität Heidelberg, ab 1913 an der Universität Breslau und parallel am Jüdisch-Theologischen Seminar in Breslau. Im Ersten Weltkrieg war er zunächst Militärkrankenwärter in einem Reservelazarett in Mannheim, dann Feldhilfsrabbiner im deutschen Heer an der Westfront. Nach dem Krieg setzte er das Studium in Breslau und an der Universität Erlangen fort. Zu seinen Hochschullehrern gehörten Wilhelm Windelband, Karl Jaspers, Heinrich Schneegans, Julius Guttmann und Richard Hönigswald, am Rabbinerseminar studierte er bei Marcus Brann, Saul Horovitz und Albert Lewkowitz.
Im September 1919 heirateten der Rabbinatsstudent und Johanna (Hannah) Bodenheimer in Mannheim. Sie war die Tochter von Salomon und Hermine, geborene Weiss.
1920 wurde Hugo Schiff an der Universität Erlangen mit einer literaturwissenschaftlichen Untersuchung über Ralph Waldo Emerson promoviert. Im Januar 1923 absolvierte er das Rabbinerexamen und kam als Landesrabbiner nach Braunschweig. Juli 1925 bis März 1939 amtierte er als Stadt- und Konferenzrabbiner der Israelitischen Gemeinde in Karlsruhe und war Bezirksrabbiner für den Bereich Karlsruhe-Pforzheim. Neben diesen Ämtern war Hugo Schiff Religionslehrer an höheren Schulen und beaufsichtigte den Religionsunterricht in den Volksschulen Badens.
Rabbiner Schiffs Amtszeit war von Reformen in Richtung Gleichberechtigung geprägt. Er nahm 1928 als badischer Delegierter an den Sitzungen der Weltunion für progressives Judentum in Berlin teil. So arbeitete z. B. die Komponistin und Sängerin Ruth Poritzky als Organistin der Gemeinde; sie und die Sopranistin Elsa Eis boten vertretungsweise neben Oberkantor Simon Metzger die Chanukah-Gesänge in der Synagoge dar; Hannah Schiff trug zum Gemeindeabend Haftarot und Psalmen vor.
1933 gründete Hugo Schiff in der Karlsruher Kronenstraße 62 das Lehrhaus Chaim Nachman Bialik, das Sprachunterricht für die Auswanderung (vor allem Ivrit), Buch- und Kunstausstellungen, Konzerte sowie religiöse und geschichtskundliche Vorträge bot. Es sprachen dort u. a. Martin Buber und Leo Baeck.
Neben Hugo Schiff amtierte in den Jahren 1933/34 Dr. Hans Andorn als zweiter Stadtrabbiner in Karlsruhe, in den Jahren darauf Ulrich Steuer.
In der Folge der Novemberpogrome 1938 war Rabbiner Schiff einige Wochen im KZ Dachau inhaftiert, konnte dann aber im März 1939 mit seiner Frau nach den USA auswandern, da ihm die Gemeinde Adas Israel in Washington, D.C. eine Anstellung als Assistant Rabbi zusicherte. Dr. Schiff brachte eine vor der Zerstörung gerettete Torarolle dorthin mit.
Seine Eltern Max und Pauline Schiff wurden 1940 nach Gurs verschleppt, wo die Mutter nach kurzer Zeit umkam; der Vater konnte ebenfalls in die USA emigrieren.
Von 1939 bis 1948 war Hugo Schiff Rabbiner der Congregation Beth El in Alexandria (Virginia), von 1948 bis 1955 stellvertretender Rabbiner der Washington Hebrew Congregation in Washington D.C. Zwischen 1944 und 1959 hatte Hugo Schiff eine Gastprofessur für jüdische Literatur und Kulturgeschichte an der Howard University in Washington D.C. inne.
Rabbiner Schiffs Nachlass befindet sich in den American Jewish Archives in Cincinnati, Ohio.

## Werke (Auswahl)
- Ralph Waldo Emersons Gestaltung der Persönlichkeit. Versuch einer systematischen Darstellung aus seinen Werken. Ladenburg : Nerlinger, 1919. 50 S. (= Erlangen, Phil. Diss. 1920)
- Nathan Stein-Schrift : Arbeiten von Rabbinern Badens / hrsg. von H. Schiff. Karlsruhe : Liepmannssohn, 1938. 183 S.